# Glen Bredon
Glen Eugene Bredon (* 24. August 1932 in Fresno, Kalifornien; † 8. Mai 2000) war ein US-amerikanischer Mathematiker, der sich mit Topologie befasste.
Bredon studierte an der Stanford University mit dem Bachelor-Abschluss 1954 und an der Harvard University mit dem Master-Abschluss 1955. 1958 wurde er in Harvard promoviert (Some theorems on transformation groups). Er war ab 1960 Assistant Professor und später Professor an der University of California, Berkeley und ab 1969 an der Rutgers University, an der er 1993 emeritiert wurde. 1965 erhielt er ein Forschungsstipendium der Alfred P. Sloan Foundation (Sloan Research Fellowship).
1958 bis 1960 und 1966/67 war er am Institute for Advanced Study.
Die Bredon-Kohomologie von topologischen Räumen unter Wirkung einer topologischen Gruppe ist nach ihm benannt.
Ende der 1980er Jahre schrieb er das Programm DOS.MASTER für Apple-II-Computer. Er ist auch Autor der Programme Merlin (ein Assembler) und ProSel für Apple-Computer.
Er war seit 1963 verheiratet mit der Folk-Sängerin und studierten Mathematikerin Anne Bredon (* 1930, geborene Loeb) und hatte mit ihr zwei Kinder. Sie ist Autorin des Lieds Babe, I’m gonna leave you, das unter anderem Joan Baez und Led Zeppelin interpretierten.

## Schriften
- Topology and Geometry, Graduate Texts in Mathematics, Springer Verlag 1993, 1996
- Sheaf Theory, McGraw Hill 1967, 2. Auflage, Graduate Texts in Mathematics, Springer Verlag 1997
- Introduction to Compact Transformation Groups, Academic Press 1972
- Equivariant Cohomology Theories, Lecture Notes in Mathematics, Springer Verlag 1967
- mit John W. Wood: Non-orientable surfaces in orientable 3-manifolds, Inventiones Mathematicae, 7, 1969, 83–110
- The cohomology ring structure of a fixed point set, Annals of Mathematics, 80, 1964, 524–537
- Fixed point sets of actions on Poincaré duality spaces, Topology 12, 1973, 159–175